# Скіфське золото. Олень (золота монета)
«Скі́фське зо́лото. Оле́нь» — золота пам'ятна монета номіналом 2 гривні, випущена Національним банком України, присвячена зразку ювелірного мистецтва Скіфії — золотій пластині із зображенням оленя (VII—VI ст. до н. е.) з кургану поблизу с. Синявки Черкаської області.
Монету було введено в обіг 30 червня 2011 року. Вона належить до серії «Найменша золота монета».

## Опис монети та характеристики
| Номінал грн. | Метал  | Маса, грам | Діаметр, мм. | Якість виготовлення       | Гурт    | Тираж, штук |
| ------------ | ------ | ---------- | ------------ | ------------------------- | ------- | ----------- |
| 2            | золото | 1,24       | 13,92        | спеціальний анциркулейтед | гладкий | 10 000      |

### Аверс
На аверсі монети в намистовому колі розміщено малий Державний Герб України, над яким — рік карбування монети — 2011; між намистовим колом і кантом монети — кругові написи: «НАЦІОНАЛЬНИЙ БАНК УКРАЇНИ» (угорі), «2 ГРИВНІ» (унизу), а також позначення металу, його проби — Au 999,9 (ліворуч), маса — 1,24 та логотип Монетного двору Національного банку України (праворуч).

### Реверс

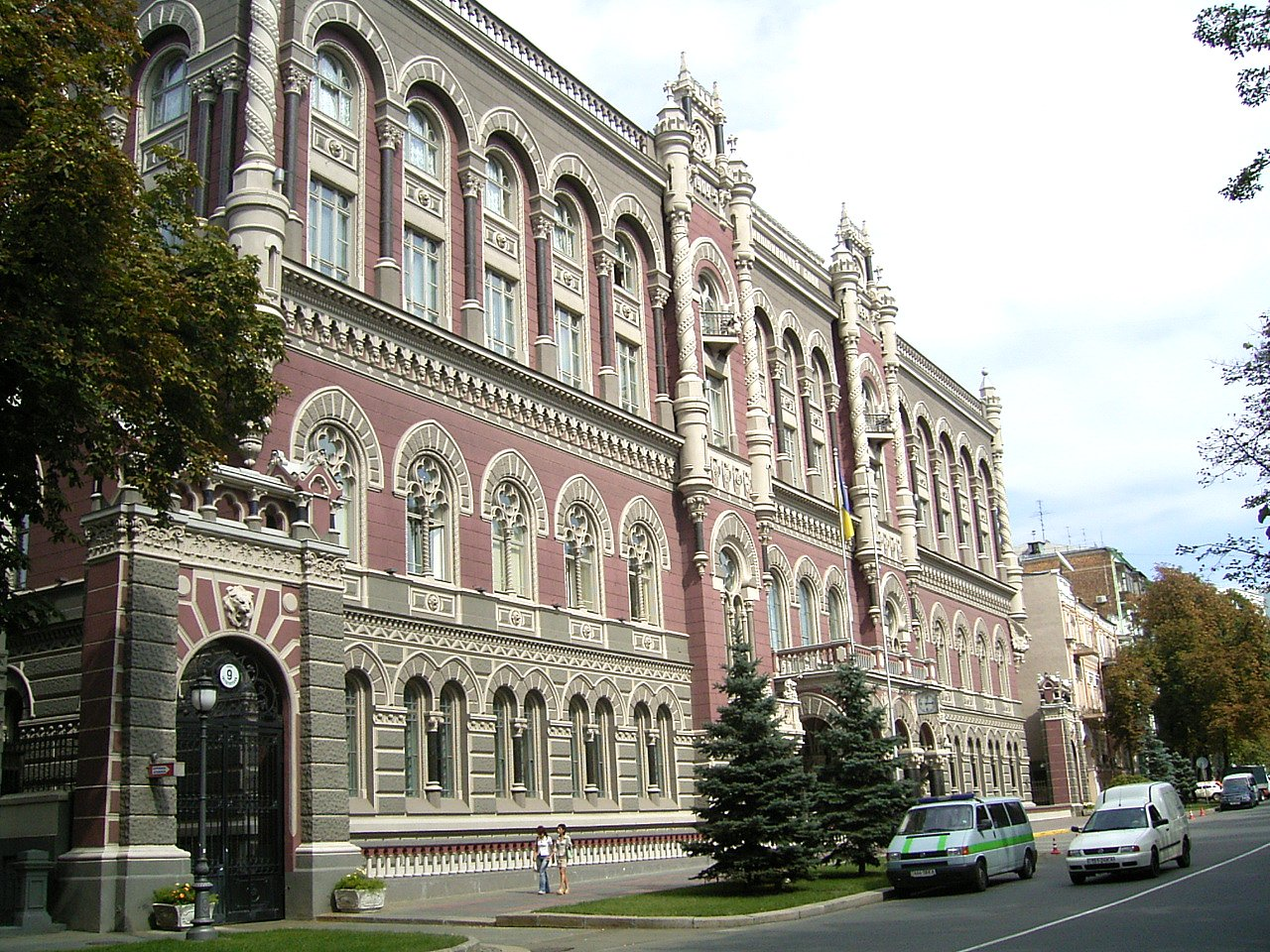
Будівля Національного банку України

На реверсі монети зображено фігурку оленя та внизу півколом розміщено напис «СКІФСЬКЕ ЗОЛОТО».

## Автори
- Художник — Борис Груденко.
- Скульптори: Володимир Дем'яненко, Святослав Іваненко.

## Вартість монети
Ціну монети — 649 гривень встановив Національний банк України у період реалізації монети через його філії у 2011 році.
21.09.23 інтернет-магазин НБУ поповнив асортимент нумізматичної продукції, у продажу з'явилося ще 235 шт. монет, ціна складала 3 965 грн.
Фактична приблизна вартість монети, з роками змінювалася так:
| Рік        | 2011 | 2012 | 2013 | 2014 | 2015  | 2016  | 2017  | 2018  | 2019  | 2020  | 2021  | 2022  | 2023  | 2024  | 2025  |
| ---------- | ---- | ---- | ---- | ---- | ----- | ----- | ----- | ----- | ----- | ----- | ----- | ----- | ----- | ----- | ----- |
| Ціна, грн. | 649  | 900  | 940  | 810  | 1 500 | 1 600 | 2 150 | 2 100 | 2 050 | 2 250 | 3 000 | 3 400 | 4 700 | 5 300 | 7 800 |